# 三沢今朝治
三沢 今朝治（みさわ けさはる、1941年1月3日 - ）は、長野県松本市出身の元プロ野球選手（内野手・外野手、左投左打）・コーチ。現在はBCリーグ・信濃グランセローズを運営する「長野県民球団」の会長を務める。

## 来歴・人物
松商学園高校では1958年の夏の甲子園に一塁手として出場。2回戦（初戦）で八女高に敗退。高校同期に塩原明遊撃手がいた。卒業後は駒澤大学に進学。東都大学リーグでは、同期のエース泉邦雄を擁し1962年春季リーグの駒大初優勝に貢献。同年の全日本大学野球選手権大会では決勝で法大に敗れ準優勝。リーグ通算78試合出場、206打数69安打、打率.335、2本塁打、27打点。1961年秋季と1962年春季に2季連続首位打者に輝いた。ベストナイン（一塁手）3回受賞。1年下のチームメートに松村正晴二塁手がいた。
1963年に東映フライヤーズに入団。同年の第1回ジュニアオールスターに出場するが、一軍では24試合に出場し打率.184にとどまる。2年目は二軍暮らしが続いたが、1966年にイースタン・リーグ首位打者になると、それ以降は一軍での出場機会も増加。1968年には一塁手、右翼手として17試合に先発出場を果たす。しかしその本領は代打としてであり、その一振りにおいて存分に勝負強さを発揮していく。プロ初本塁打は1967年5月28日の対阪急ブレーブス戦で米田哲也から放った代打サヨナラ本塁打。1969年には、当時日本記録で現在もパ・リーグ記録である「1シーズン代打安打26」を記録し、1971年には.304（69打数21安打、21打点）という高い代打成功率を記録した。球団が日拓ホームになった1973年後期にコーチ兼任になったことで自身の練習量が減少、日本ハムとなった翌1974年にはコーチの肩書きが外れたが9月に戦力外通告を受け現役を引退。
以後は日本ハム球団スカウトとして活躍し、島田誠、岡部憲章、松浦宏明など多くの新人選手獲得に貢献した。特に駒大OBということで同大学からの獲得することが多く、白井一幸・河野博文・広瀬哲朗と駒大選手（広瀬は駒大を経て本田技研所属だった）を3年連続でドラフト1位指名したこともあった。
後にスカウト部長・取締役・編成部長・執行役員チーム統括本部長・球団社長補佐と球団要職を歴任。特に球団の北海道移転時に尽力をつくす。またメジャー経験の後に帰国した新庄剛志に最初に接触したのも三沢であった。また、稲葉篤紀に対しては期限を設けず待ち続けてFA入団を勝ち取り、その後稲葉は日本ハムに欠かせない選手となった。
2005年末に日本ハム球団を定年退職。退職後はアルトサックスを習い始めるなどのんびりした生活を送っていた。翌2006年秋、信濃グランセローズから「地元・長野出身でチーム編成を熟知している」という事で球団代表への就任を要請され、これを受諾。再び野球に携わることとなった。後に球団の代表取締役社長に就任し、2016年2月に退任するまで約9年間務めた。社長退任とともに会長に就任した。
2006年から2009年までは駒大野球部OB会会長も歴任していた。

## 詳細情報

### 年度別打撃成績
| 年 度      | 球 団              | 試 合 | 打 席 | 打 数 | 得 点 | 安 打 | 二 塁 打 | 三 塁 打 | 本 塁 打 | 塁 打 | 打 点 | 盗 塁 | 盗 塁 死 | 犠 打 | 犠 飛 | 四 球 | 敬 遠 | 死 球 | 三 振 | 併 殺 打 | 打 率 | 出 塁 率 | 長 打 率 | O P S |
| ---------- | ------------------ | ----- | ----- | ----- | ----- | ----- | -------- | -------- | -------- | ----- | ----- | ----- | -------- | ----- | ----- | ----- | ----- | ----- | ----- | -------- | ----- | -------- | -------- | ----- |
| 1963       | 東映 日拓 日本ハム | 24    | 52    | 49    | 2     | 9     | 0        | 0        | 0        | 9     | 2     | 0     | 0        | 0     | 0     | 2     | 0     | 1     | 6     | 0        | .184  | .231     | .184     | .414  |
| 1965       | 東映 日拓 日本ハム | 9     | 7     | 7     | 0     | 0     | 0        | 0        | 0        | 0     | 0     | 0     | 0        | 0     | 0     | 0     | 0     | 0     | 1     | 0        | .000  | .000     | .000     | .000  |
| 1966       | 東映 日拓 日本ハム | 22    | 19    | 18    | 2     | 7     | 0        | 0        | 0        | 7     | 2     | 0     | 1        | 0     | 0     | 1     | 0     | 0     | 4     | 1        | .389  | .421     | .389     | .810  |
| 1967       | 東映 日拓 日本ハム | 55    | 58    | 51    | 6     | 11    | 2        | 0        | 1        | 16    | 6     | 1     | 0        | 0     | 0     | 5     | 2     | 2     | 4     | 2        | .216  | .310     | .314     | .624  |
| 1968       | 東映 日拓 日本ハム | 70    | 100   | 91    | 4     | 18    | 1        | 1        | 1        | 24    | 8     | 0     | 0        | 1     | 1     | 7     | 0     | 0     | 17    | 1        | .198  | .255     | .264     | .519  |
| 1969       | 東映 日拓 日本ハム | 90    | 117   | 103   | 10    | 39    | 3        | 2        | 3        | 55    | 20    | 0     | 1        | 2     | 1     | 10    | 2     | 1     | 9     | 3        | .379  | .439     | .534     | .973  |
| 1970       | 東映 日拓 日本ハム | 43    | 45    | 44    | 1     | 5     | 0        | 0        | 1        | 8     | 4     | 0     | 0        | 0     | 0     | 1     | 1     | 0     | 5     | 3        | .114  | .133     | .182     | .315  |
| 1971       | 東映 日拓 日本ハム | 88    | 91    | 72    | 5     | 22    | 4        | 0        | 3        | 35    | 21    | 0     | 0        | 0     | 0     | 19    | 4     | 0     | 6     | 3        | .306  | .451     | .486     | .937  |
| 1972       | 東映 日拓 日本ハム | 80    | 108   | 91    | 4     | 24    | 4        | 1        | 1        | 33    | 12    | 0     | 0        | 0     | 0     | 15    | 0     | 2     | 12    | 2        | .264  | .380     | .363     | .742  |
| 1973       | 東映 日拓 日本ハム | 75    | 82    | 72    | 4     | 16    | 1        | 0        | 0        | 17    | 14    | 0     | 0        | 0     | 1     | 9     | 2     | 0     | 10    | 4        | .222  | .309     | .236     | .545  |
| 1974       | 東映 日拓 日本ハム | 36    | 36    | 29    | 2     | 4     | 0        | 0        | 0        | 4     | 2     | 0     | 0        | 0     | 0     | 7     | 0     | 0     | 4     | 4        | .138  | .306     | .138     | .443  |
| 通算：11年 | 通算：11年         | 592   | 715   | 627   | 40    | 155   | 15       | 4        | 10       | 208   | 91    | 1     | 2        | 3     | 3     | 76    | 11    | 6     | 78    | 23       | .247  | .334     | .332     | .666  |

- 東映（東映フライヤーズ）は、1973年に日拓（日拓ホームフライヤーズ）に、1974年に日本ハム（日本ハムファイターズ）に球団名を変更

### 背番号
- 39 （1963年 - 1974年）